# 豊山町立豊山中学校
豊山町立豊山中学校（とよやまちょうりつ とよやまちゅうがっこう）は、愛知県西春日井郡豊山町にある町立の中学校である。創立は1947年（昭和22年）4月1日、開校は同年4月18日。2008年（平成20年）5月1日時点では、354名（男170名、女184名）の生徒が通っている。

## 沿革
- 1947年（昭和22年）4月1日 - 豊山村立豊山中学校として創立。
- 1947年（昭和22年）4月18日 - 開校。
- 1972年（昭和47年）4月1日 - 豊山村の町制施行により、豊山町立豊山中学校に改称。

## 関係者

### 出身者
- イチロー - 元プロ野球選手[3]
- 河村さやか - 元気象キャスター[4]